# Euonymus lanceolatus
Euonymus lanceolatus är en benvedsväxtart som beskrevs av Ryôkichi Yatabe. Euonymus lanceolatus ingår i släktet Euonymus och familjen Celastraceae. Inga underarter finns listade.